# Fortim dos Bandeirantes
O chamado Fortim dos Bandeirantes localiza-se no povoado e aglomerado rural de São José das Mercês, na atual cidade de Entre Rios de Minas, no estado de Minas Gerais, no Brasil.
O lugar onde se encontra o fortim contém outras construções seculares de importância histórica e é um sítio histórico denominado Casa de Pedra do Gambá. O sítio é tombado como patrimônio histórico cultural e atualmente recebe trabalhos de conservação pelo Governo de Minas Gerais.

## História
Esta estrutura remonta aos alvores do século XVIII, atribuída à bandeira de Fernão Dias Paes Leme (1608-1681), o "Caçador de Esmeraldas", que partindo da Capitania de São Paulo a 21 de julho de 1674, demorou-se sete anos pelo Sertão, onde veio a falecer. Durante esta bandeira, Fernão Dias Paes Leme fora atacado por um grupo indígena da região, os índios Cataguás, e, por tal motivo, uma Casa-forte em alvenaria de pedra foi construída. Mesmo sem ter tido sucesso em identificar os recursos minerais que buscava, os passos desta bandeira foram seguidos por outros exploradores, que em poucos anos encontraram as riquezas das Minas Gerais.Historiadores acreditam que na edificação haviam um paiol, uma estrebaria e um oratório.
Pelo porte da construção, a segurança fora mais valorizada que o conforto.
Perpetuada pela tradição como Casa de Pedra ou Fortim dos Bandeirantes, seus vestígios são atualmente a principal atração turística do povoado de São José das Mercês, também conhecido como povoado do Gambá. O Fortim dos Bandeirantes está completamente vinculado tanto ao município de Entre Rios de Minas quanto ao povoado de São José das Mercês, de modo que têm uma representatividade histórico-cultural muito reconhecida entre os cidadãos.